# Felipe de Herrera y Guzmán Ramírez de Velasco
Felipe de Herrera y Guzmán Ramírez de Velasco (Santiago del Estero, gobernación del Tucumán, 1621 – Buenos Aires, gobernación del Río de la Plata, 1685) fue un militar hispano-criollo del entonces virreinato peruano que fuera bisnieto del gobernador Juan Ramírez de Velasco.

## Biografía
Felipe de Herrera y Guzmán Ramírez de Velasco había nacido en el año 1621 en la ciudad de Santiago del Estero, capital de la tenencia de gobierno homónima y a su vez de la gobernación del Tucumán, la cual era una entidad autónoma del entonces Virreinato del Perú.
Era un hijo de Alonso II Felipe de Herrera y Guzmán Castro Polanco y de su esposa Ana María Ramírez de Velasco y Ugarte.
Finalmente Felipe de Herrera y Guzmán fallecería en el año 1685 en la ciudad de Buenos Aires, capital de la tenencia de gobierno homónima y a su vez de la gobernación del Río de la Plata, la cual también era otra entidad autónoma del entonces virreinato peruano.

## Matrimonio y descendencia
Felipe de Herrera y Guzmán se unió en matrimonio en el año 1664 en la ciudad de Buenos Aires con Isabel de Tapia Rangel (n. Buenos Aires, ca. 1644), una hija del general Juan Tapia de Vargas y de su cónyuge Leonor Cervantes de Rangel.